# Pleistovultur nevesi
Pleistovultur nevesi — викопний вид хижих птахів родини катартових (Cathartidae), що існував в пізньому плейстоцені в Південній Америці. Викопні фрагменти кінцівок птаха знайдено в містечку Лагоа-Санта у штаті Мінас-Жерайс на південному сході Бразилії.